# Vaudesincourt
Vaudesincourt é uma comuna francesa na região administrativa do Grande Leste, no departamento de Marne. Estende-se por uma área de 12.64 km², e possui 96 habitantes, segundo o censo de 2018, com uma densidade de 7.6 hab/km².